# London Grand Prix 2018
Navigation
Édition précédente Édition suivante
Le London Grand Prix 2018 se déroule les 21 et 22 juillet 2018 au Stade olympique de Londres. Il s'agit de la onzième étape de la Ligue de diamant 2018.

## Résultats

### Hommes
| Rang | Athlète         | Temps   | Points |
| ---- | --------------- | ------- | ------ |
| 1    | Ronnie Baker    | 9 s 90  | 8      |
| 2    | Zharnel Hughes  | 9 s 93  | 7      |
| 3    | Akani Simbine   | 9 s 94  | 6      |
| 4    | Yohan Blake     | 9 s 95  | 5      |
| 5    | Michael Rodgers | 9 s 98  | 4      |
| 6    | Tyquendo Tracey | 9 s 98  | 3      |
| 7    | Isiah Young     | 10 s 01 | 2      |
| 8    | Xie Zhenye      | 10 s 01 | 1      |

| Rang | Athlète              | Temps        | Points |
| ---- | -------------------- | ------------ | ------ |
| 1    | Abdalelah Haroun     | 44 s 07 (NR) | 8      |
| 2    | Paul Dedewo          | 44 s 43 (PB) | 7      |
| 3    | Kirani James         | 44 s 50      | 6      |
| 4    | Baboloki Thebe       | 44 s 54      | 5      |
| 5    | Abderrahman Samba    | 44 s 62 (PB) | 4      |
| 6    | Matthew Hudson-Smith | 44 s 63      | 3      |
| 7    | Nathon Allen         | 44 s 72      | 2      |
| 8    | Nathan Strother      | 45 s 17      | 1      |

| Rang | Athlète           | Temps                      | Points |
| ---- | ----------------- | -------------------------- | ------ |
| 1    | Emmanuel Korir    | 1 min 42 s 05 (WL, MR, PB) | 8      |
| 2    | Clayton Murphy    | 1 min 43 s 12              | 7      |
| 3    | Wycliffe Kinyamal | 1 min 43 s 12 (PB)         | 6      |
| 4    | Nijel Amos        | 1 min 43 s 29              | 5      |
| 5    | Jake Wightman     | 1 min 44 s 61 (PB)         | 4      |
| 6    | Adam Kszczot      | 1 min 44 s 72              | 3      |
| 7    | Guy Learmonth     | 1 min 44 s 73 (PB)         | 2      |
| 8    | Daniel Rowden     | 1 min 44 s 97 (PB)         | 1      |

| Rang | Athlète         | Temps          | Points |
| ---- | --------------- | -------------- | ------ |
| 1    | Paul Chelimo    | 13 min 14 s 01 | 8      |
| 2    | Muktar Edris    | 13 min 14 s 35 | 7      |
| 3    | Yomif Kejelcha  | 13 min 14 s 39 | 6      |
| 4    | Birhanu Balew   | 13 min 16 s 04 | 5      |
| 5    | Hagos Gebrhiwet | 13 min 16 s 39 | 4      |
| 6    | Cyrus Rutto     | 13 min 16 s 49 | 3      |
| 7    | Mohammed Ahmed  | 13 min 16 s 82 | 2      |
| 8    | Richard Yator   | 13 min 17 s 98 | 1      |

| Rang | Athlète           | Marque      | Points |
| ---- | ----------------- | ----------- | ------ |
| 1    | Luvo Manyonga     | 8,58 m (MR) | 8      |
| 2    | Ruswahl Samaai    | 8,42 m      | 7      |
| 3    | Jarrion Lawson    | 8,25 m      | 6      |
| 4    | Henry Frayne      | 8,24 m      | 5      |
| 5    | Jeff Henderson    | 8,20 m      | 4      |
| 6    | Daniel Bramble    | 8,15 m      | 3      |
| 7    | Marquis Dendy     | 8,12 m      | 2      |
| 8    | Timothy Duckworth | 7,76 m      | 1      |

| Rang | Athlète           | Marque       | Points |
| ---- | ----------------- | ------------ | ------ |
| 1    | Sam Kendricks     | 5,92 m       | 8      |
| 2    | Renaud Lavillenie | 5,86 m       | 7      |
| 3    | Armand Duplantis  | 5,86 m       | 6      |
| 4    | Kurtis Marschall  | 5,80 m (=PB) | 5      |
| 5    | Shawnacy Barber   | 5,71 m       | 4      |
| 6    | Thiago Braz       | 5,46 m       | 3      |
| 6    | Adam Hague        | 5,46 m       | 3      |
| 6    | Charlie Myers     | 5,46 m       | 3      |

### Femmes
| Rang | Athlète            | Temps        | Points |
| ---- | ------------------ | ------------ | ------ |
| 1    | Jenna Prandini     | 22 s 16 (PB) | 8      |
| 2    | Gabrielle Thomas   | 22 s 19 (PB) | 7      |
| 3    | Shericka Jackson   | 22 s 22      | 6      |
| 4    | Dina Asher-Smith   | 22 s 25      | 5      |
| 5    | Marie-Josée Ta Lou | 22 s 34      | 4      |
| 6    | Jamile Samuel      | 22 s 37      | 3      |
| 7    | Dafne Schippers    | 22 s 42      | 2      |
| 8    | Jeneba Tarmoh      | 22 s 80      | 1      |

| Rang | Athlète          | Temps                           | Points |
| ---- | ---------------- | ------------------------------- | ------ |
| 1    | Sifan Hassan     | 4 min 14 s 71 (WL, DLR, MR, NR) | 8      |
| 2    | Gudaf Tsegay     | 4 min 16 s 14                   | 7      |
| 3    | Hellen Obiri     | 4 min 16 s 15 (NR)              | 6      |
| 4    | Jennifer Simpson | 4 min 17 s 30 (PB)              | 5      |
| 5    | Laura Muir       | 4 min 19 s 28                   | 4      |
| 6    | Laura Muir       | 4 min 20 s 49 (PB)              | 3      |
| 7    | Winny Chebet     | 4 min 20 s 51                   | 2      |
| 8    | Kate Grace       | 4 min 20 s 70 (PB)              | 1      |

| Rang | Athlète           | Temps        | Points |
| ---- | ----------------- | ------------ | ------ |
| 1    | Kendra Harrison   | 12 s 36 (WL) | 8      |
| 2    | Brianna McNeal    | 12 s 47      | 7      |
| 3    | Sharika Nelvis    | 12 s 51      | 6      |
| 4    | Danielle Williams | 12 s 55      | 5      |
| 5    | Christina Manning | 12 s 57      | 4      |
| 6    | Queen Harrison    | 12 s 63      | 3      |
| 7    | Tobi Amusan       | 12 s 68      | 2      |
| 8    | Isabelle Pedersen | 12 s 73      | 1      |

| Rang | Athlète           | Temps   | Points |
| ---- | ----------------- | ------- | ------ |
| 1    | Shamier Little    | 53 s 95 | 8      |
| 2    | Janieve Russell   | 53 s 96 | 7      |
| 3    | Dalilah Muhammad  | 54 s 86 | 6      |
| 4    | Georganne Moline  | 55 s 47 | 5      |
| 5    | Wenda Nel         | 55 s 67 | 4      |
| 6    | Ristananna Tracey | 56 s 07 | 3      |
| 7    | Eilidh Doyle      | 56 s 18 | 2      |
| 8    | Sage Watson       | 56 s 21 | 1      |

| Rang | Athlète            | Marque       | Points |
| ---- | ------------------ | ------------ | ------ |
| 1    | Mariya Lasitskene  | 2,04 m (=WL) | 8      |
| 2    | Elena Vallortigara | 2,02 m (PB)  | 7      |
| 3    | Morgan Lake        | 1,91 m       | 6      |
| 3    | Vashti Cunningham  | 1,91 m       | 6      |
| 5    | Alessia Trost      | 1,91 m       | 4      |
| 5    | Erika Kinsey       | 1,91 m       | 4      |
| 7    | Sofie Skoog        | 1,91 m       | 2      |
| 7    | Yuliya Levchenko   | 1,91 m       | 2      |

| Rang | Athlète                   | Marque | Points |
| ---- | ------------------------- | ------ | ------ |
| 1    | Shara Proctor             | 6,91 m | 8      |
| 2    | Lorraine Ugen             | 6,88 m | 7      |
| 3    | Brooke Stratton           | 6,76 m | 6      |
| 4    | Shakeelah Saunders        | 6,74 m | 5      |
| 5    | Katarina Johnson-Thompson | 6,70 m | 4      |
| 6    | Jazmin Sawyers            | 6,62 m | 3      |
| 7    | Khaddi Sagnia             | 6,58 m | 2      |
| 8    | Christabel Nettey         | 6,54 m | 1      |

| Rang | Athlète             | Marque  | Points |
| ---- | ------------------- | ------- | ------ |
| 1    | Sandra Perkovic     | 67,24 m | 8      |
| 2    | Yaimé Pérez         | 64,63 m | 7      |
| 3    | Denia Caballero     | 63,91 m | 6      |
| 4    | Andressa de Morais  | 62,71 m | 5      |
| 5    | Gia Lewis-Smallwood | 61,09 m | 4      |
| 6    | Su Xinyue           | 60,65 m | 3      |
| 7    | Jade Lally          | 59,13 m | 2      |
| 8    | Whitney Ashley      | 58,24 m | 1      |

| Rang | Athlète            | Marque  | Points |
| ---- | ------------------ | ------- | ------ |
| 1    | Lü Huihui          | 65,54 m | 8      |
| 2    | Nikola Ogrodníková | 65,36 m | 7      |
| 3    | Kelsey-Lee Roberts | 64,11 m | 6      |
| 4    | Martina Ratej      | 62,89 m | 5      |
| 5    | Kara Winger        | 60,84 m | 4      |
| 6    | Sunette Viljoen    | 60,34 m | 3      |
| 7    | Sigrid Borge       | 57,12 m | 2      |
| 8    | Madara Palameika   | 54,01 m | 1      |

## Légende
Records et Performances
- AR : Record continental (area record)
- CR : Record des championnats (championship record)
- MR : Record du meeting (meet record)
- NR : Record national (national record)
- OR : Record olympique (olympic record)
- PR : Record paralympique (paralympic record)
- PB : Record personnel (personal best)
- SB : Meilleure performance personnelle de la saison (season's best)
- WL : Meilleure performance mondiale de l'année (world leader)
- WJR : Record du monde junior (world junior record)
- WR : Record du monde (world record)

Circonstances et Conditions
- DNF : N'a pas terminé (did not finish)
- DNS : N'a pas pris le départ (did not start)
- DQ : Disqualification (disqualification)
- NM : Aucun essai valable enregistré (No Mark)
- Q : Qualifié « directement » au prochain tour (ou à la prochaine compétition), lors d'une compétition majeure, grâce au classement ou à la réalisation des minima (automatic qualifier)
- q : Qualifié au prochain tour (ou à la prochaine compétition), lors d'une compétition majeure, grâce au repêchage ou à la réalisation de l'une des meilleures performances parmi celles des « non qualifiés directement » (grâce au meilleur temps ou à la meilleure distance par exemple) (secondary qualifier)